# Carte historique
Pour les articles homonymes, voir Carte.

Carte de Matteo Ricci

Une carte historique est une carte politique qui donne la cartographie d'une région à une époque ancienne, et éventuellement l'évolution de la situation politique des territoires représentés pendant un certain laps de temps.

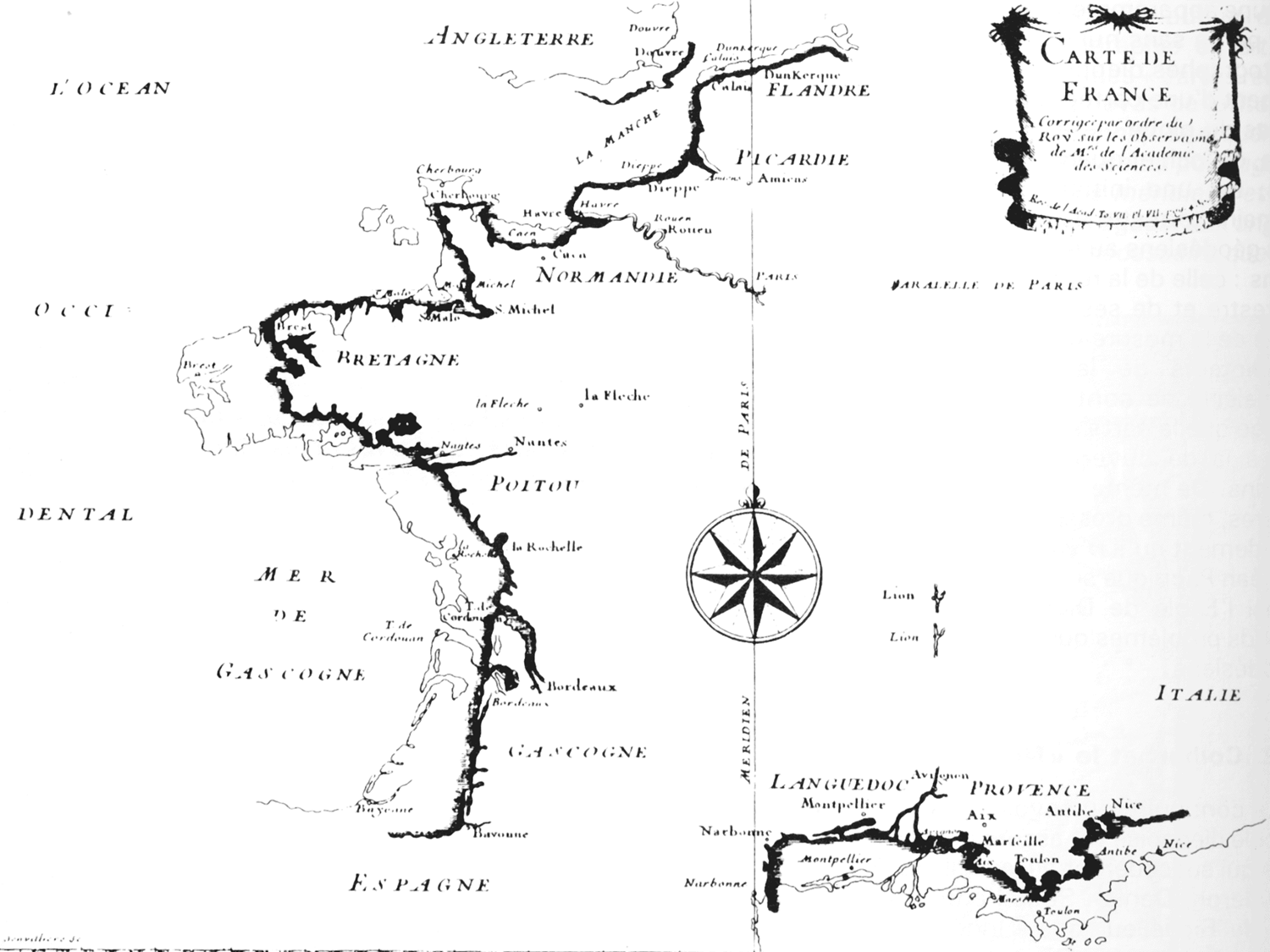
Carte du littoral français rectifiée par l'Académie Royale en 1692.
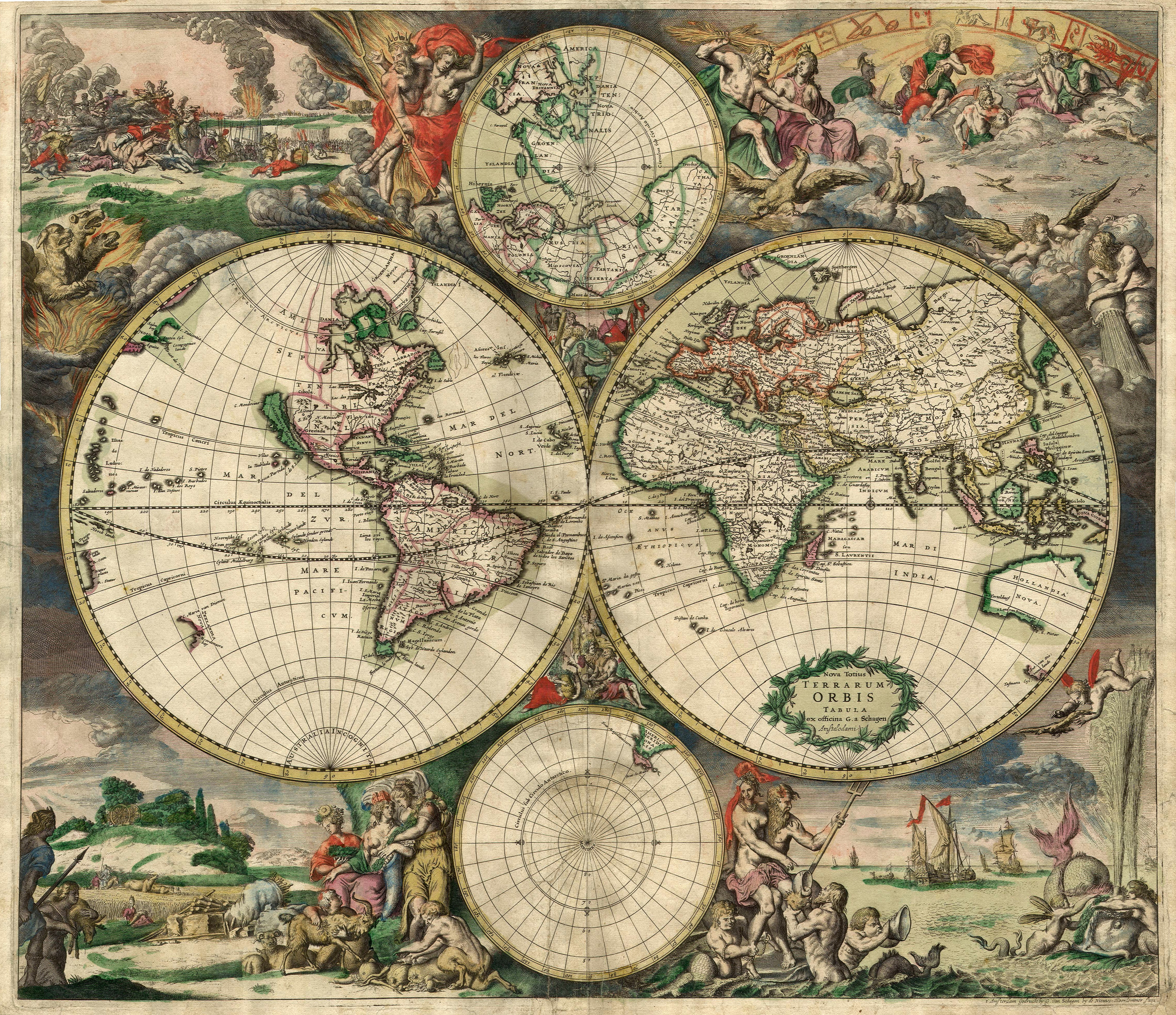
Carte du monde de Gerard van Schagen datant de 1689.

Ces cartes sont intéressantes car significatives des représentations mentales d'un monde qui se découvre à une période donnée. Ainsi le jésuite Matteo Ricci (1552-1610)  est à l'origine de la dénomination actuelle de nombreux pays. Il profite de sa présence en Chine pour affiner la cartographie de cette région du monde et hésite longtemps avant de présenter à l'empereur une carte dont la Chine n'est pas le centre.
Exemple : Carte très curieuse de la mer du Sud (1719) d’ Henri Abraham Châtelain (1684-1743) / Analyse présentée par Claude Trudel.